# Cirolana (Anopsilana) sinu
Cirolana (Anopsilana) sinu is een pissebed uit de familie Cirolanidae. De wetenschappelijke naam van de soort is voor het eerst geldig gepubliceerd in 1994 door Kensley & Schotte.